# Ahmadnagar
Ahmadnagar là một thành phố và là một hội đồng đô thị (municipal council) trong quận Ahmadnagar trong bang Maharashtra của Ấn Độ.

## Địa lý
Ahmadnagar có vị trí 19°05′B 74°44′Đ / 19,08°B 74,73°Đ Nó có độ cao trung bình là 649 mét (2129 foot). Thành phố này nằm bên tả ngạn của sông Sina, cách Pune 120 km về phía đông bắc và cách Aurangabad 120 km. 

## Cơ cấu dân số
Theo điều tra dân số Ấn Độ năm 2001, Ahmednagar có dân số 307.455 người. Nam giới chiếm 63% dân số, nữ giới chiếm 37% dân số. Ahmednagar có tỷ lệ biết chữ bình quân 84%, cao hơn mức trung bình 59,5% của toàn quốc; với 59% đàn ông và 41% phụ nữ biết chữ. 10% dân số có độ tuổi dưới 6.